# 小棕蝠
小棕蝠（學名：Myotis lucifugus）是鼠耳蝠属的一種蝙蝠，分佈於北美洲。它體型較小，皮毛呈棕色，因而得名。它與大棕蝠名稱雖然相似，但是並不是一個屬的生物，沒有太大的親緣關係。
小棕蝠平均壽命為6.5年，是一種夜行動物，以昆蟲為食，白天則在樹洞或人類建築物中休息。它的天敵不多，貓頭鷹和浣熊有時會捕殺小棕蝠。其他的死亡原因包括感染狂犬病和白鼻症，實際上罹患白鼻症是小棕蝠最主要的死亡原因之一。2011年有100多萬隻小棕蝠因白鼻症死去。
因為會在人類建築中休息，它成為北美常見的蝙蝠之一。但由於衛生問題和傳染狂犬病的風險，它並不受人類歡迎。